# 民惠街道
民惠街道，是中华人民共和国吉林省延边朝鲜族自治州和龙市下辖的一个乡镇级行政单位。

## 行政区划
民惠街道下辖以下地区：
爱民社区、前进社区和向阳社区。